# Bundesstraße 500
De Bundesstraße 500 (kortweg: B 500) is een bundesstraße in de Duitse deelstaat Baden-Württemberg.
De weg bestaat uit twee delen het noordelijke deel begint bij Wintersdorf en loopt via Baden-Baden naar Alexanderschanze. Het zuidelijk deel begint bij Triberg im Schwarzwald en loopt vis Titisee-Neustadt naar Waldshut-Tiengen.

## Routebeschrijving

### Noordelijk deel
De B500 begint op de Franse grens aan de rivier de Rijn bij Wintersdorf waar zij overgaat in de D4 richting Roppenheim. De  B500 loopt langs Wintersdorf, kruist bij de afrit Baden-Baden de A5 en loopt door de stad Baden-Baden waar ze kort samenloopt met de B3 en door de ruim 2,5 kilometer lange Michaelstunnel onder het centrum doorloopt. De B500 loopt door Neuweier, Bühl, Bühlertal, Unterstatt, Seebach en Baiersbronn naar Alexanderschanze waar het noordelijk deel eindigt op een kruising met de B28.

### Onderbreking
Tussen Alesandershanze en Triberg im Schwarzwald is de B500 onderbroken door de B28,
B294/B462, de B294 en de B33.
Zuidelijk deel
De B500 begint weer op een kruising met de B33 in Triberg im Schwarzwald en loopt door Furtwangen im Schwarzwald, Breitnau en langs Hinterzarten waarna ze tot in Titsee-Neustadt samen loopt met B31. In Titsee buigt de B500 bij de afrit Titsee-Neustadt af en loopt samen met de B317 langs de Titisee waar Bij Lenzkirch-Saig de  kent van de B315 vanuit Lenzkirch aansluit. De B500 loopt verder naar Feldberg (Schwarzwald)-Bärental waar de B317 afsplitst. De B500 loopt nogr door Feldberg, Schluchsee, Häusern langs Höchenschwand en Weilheim naar Waldshut-Tiengen waar de B500 eindigt op de B34.
B2 · B2a · B2R · B3 · B4 · B4R · B8 · B10 · B11 · B12 · B13 · B13n · B14 · B15 · B15n · B16 · B17 · B18 · B19 · B20 · B21 · B22 · B23 · B25 · B26 · B26a · B27 · B28 · B28a · B29 · B30 · B31 · B31a · B32 · B33 · B33a · B34 · B35 · B36 · B37 · B38 · B38a · B39 · B44 · B45 · B47 · B85 · B89 · B131n · B173 · B276 · B278 · B279 · B285 · B286 · B287 · B289 · B290 · B291 · B292 · B293 · B294 · B295 · B296 · B297 · B298 · B299 · B300 · B301 · B302 · B303 · B304 · B305 · B306 · B307 · B308 · B309 · B310 · B311 · B312 · B313 · B314 · B315 · B316 · B317 · B318 · B319 · B340 · B378 · B388 · B415 · B425 · B426 · B462 · B463 · B464 · B465 · B466 · B467 · B468 · B469 · B470 · B471 · B472 · B491 · B492 · B500 · B505 · B512 · B523 · B532 · B533 · B535 · B588 · B999